# Rygol (Sejny)
Rygol est un village situé dans la gmina de Giby, dans le powiat de Sejny, dans la voïvodie de Podlachie au nord-est de la Pologne, près des frontières avec la Biélorussie et la Lituanie.